# خوسيه كارلوس مارتينيز
خوسيه كارلوس مارتينيز (بالإسبانية: José Carlos Martínez)‏ هو نقابي وسياسي أرجنتيني، ولد في 29 نوفمبر 1962 في قرطبة في الأرجنتين، وتوفي في 7 يوليو 2011 في الأرجنتين بسبب حادث مرور. حزبياً، نشط في New Encounter ‏. وقد انتخب عضو مجلس الشيوخ الأرجنتيني عن دائرة محافظة تييرا ديل فويغو (10 ديسمبر 2007 – 7 يوليو 2011) وانتخب عضو مجلس النواب في الأرجنتين.